# Alacahöyük
Alacahöyük ou Alaca Höyük est un site archéologique situé au centre-nord de la Turquie asiatique dans le district d’Alaca, de la province de Çorum, à 170 km à l’est de la capitale Ankara.
Le site est signalé en 1836 par William John Hamilton ; il est fouillé une première fois en 1907 par l'archéologue ottoman Théodore Macridy Bey et quelques années plus tard par des archéologues allemands. En 1935, à la demande de Mustafa Kemal Atatürk, le site est fouillé par les archéologues turcs Remzi Oğuz Arik et Hamit Koşay. Situé sur une butte (höyük en turc), le site est utilisé dès l’âge du bronze ancien (IVe millénaire av. J.-C.), par la culture locale dite Hatti selon Ekrem Akurgal, et jusqu’à l’époque impériale hittite 1 450 - 1 180 av. J.-C..

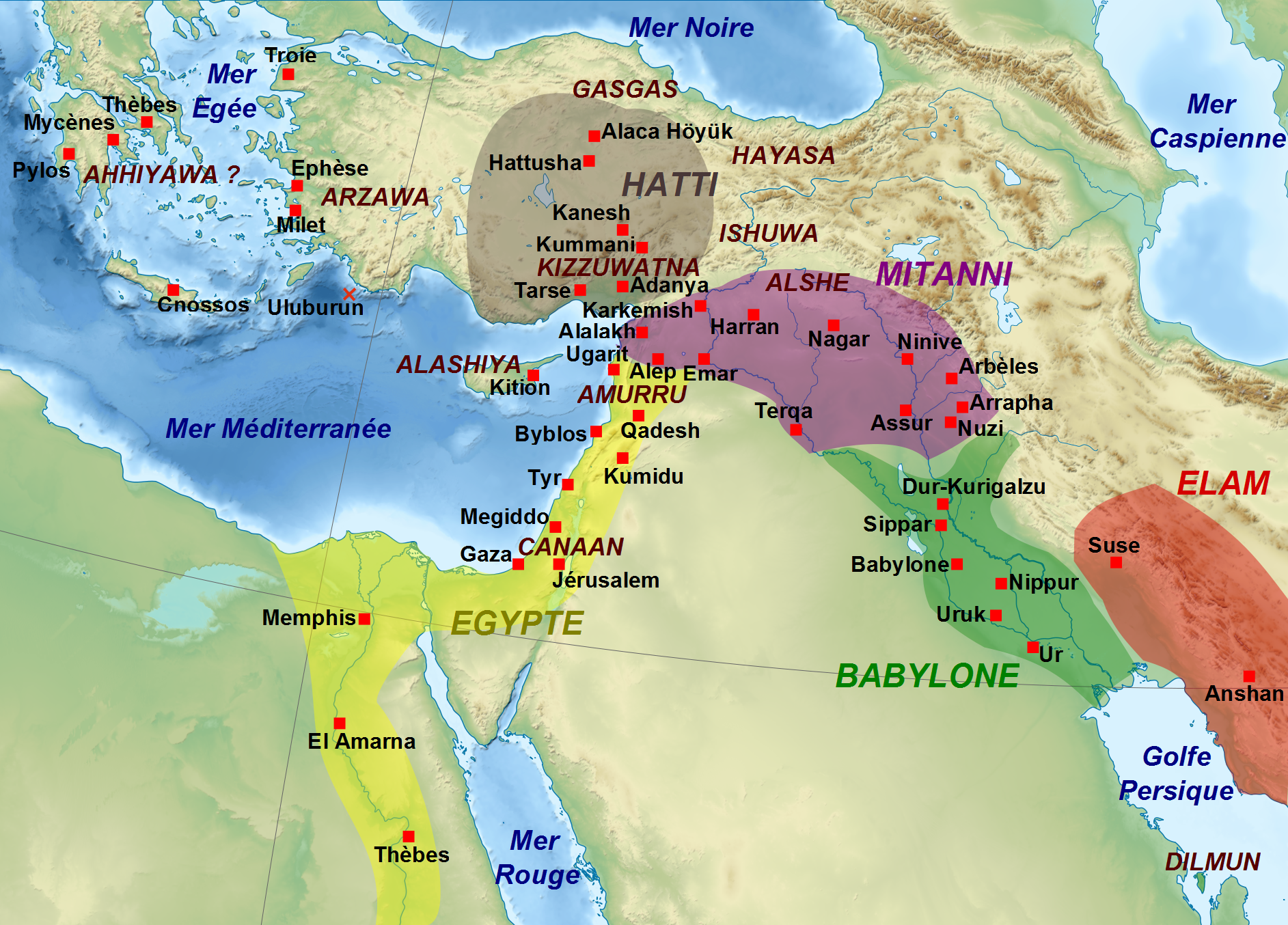
Carte montrant la situation politique d'Alacahöyük au Moyen-Orient dans la première moitié du XIVe siècle avant J.-C., basée sur les lettres d'Amarna.

## Histoire
Le tumulus (en turc : höyük) mesure 310 × 275 m et atteint une hauteur d'environ 14 m. Il présente des reliefs coniques aux extrémités sud et nord-est.
Il compte 14 couches d'occupation. De bas en haut : 14 à 9 datant du Chalcolithique, 8 à 5 datant du Bronze ancien (tombes royales) et 4 à 2 datant des Hittites. La couche 1 supérieure présente des éléments des époques phrygienne, romaine et ottomane.

### Chalcolithique: couches 14-9
Alacahöyük était un lieu de peuplement dans une séquence continue de développement depuis l'époque chalcolithique, lorsque les premiers outils en cuivre sont apparus parallèlement à l'utilisation d'outils de pierre.

### Bronze ancien: couches 8-5

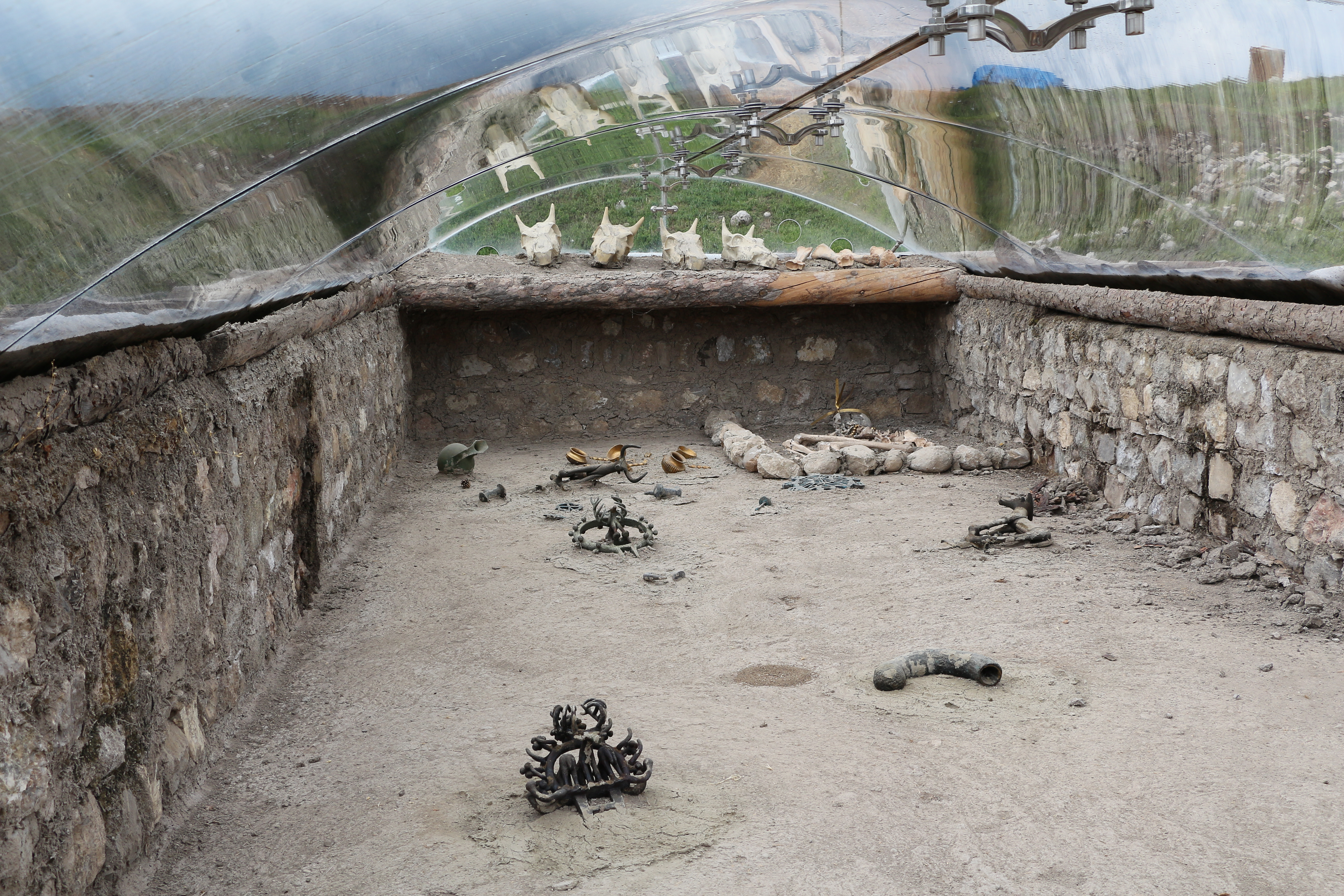
Une des tombes royales d'Alaca Höyük.

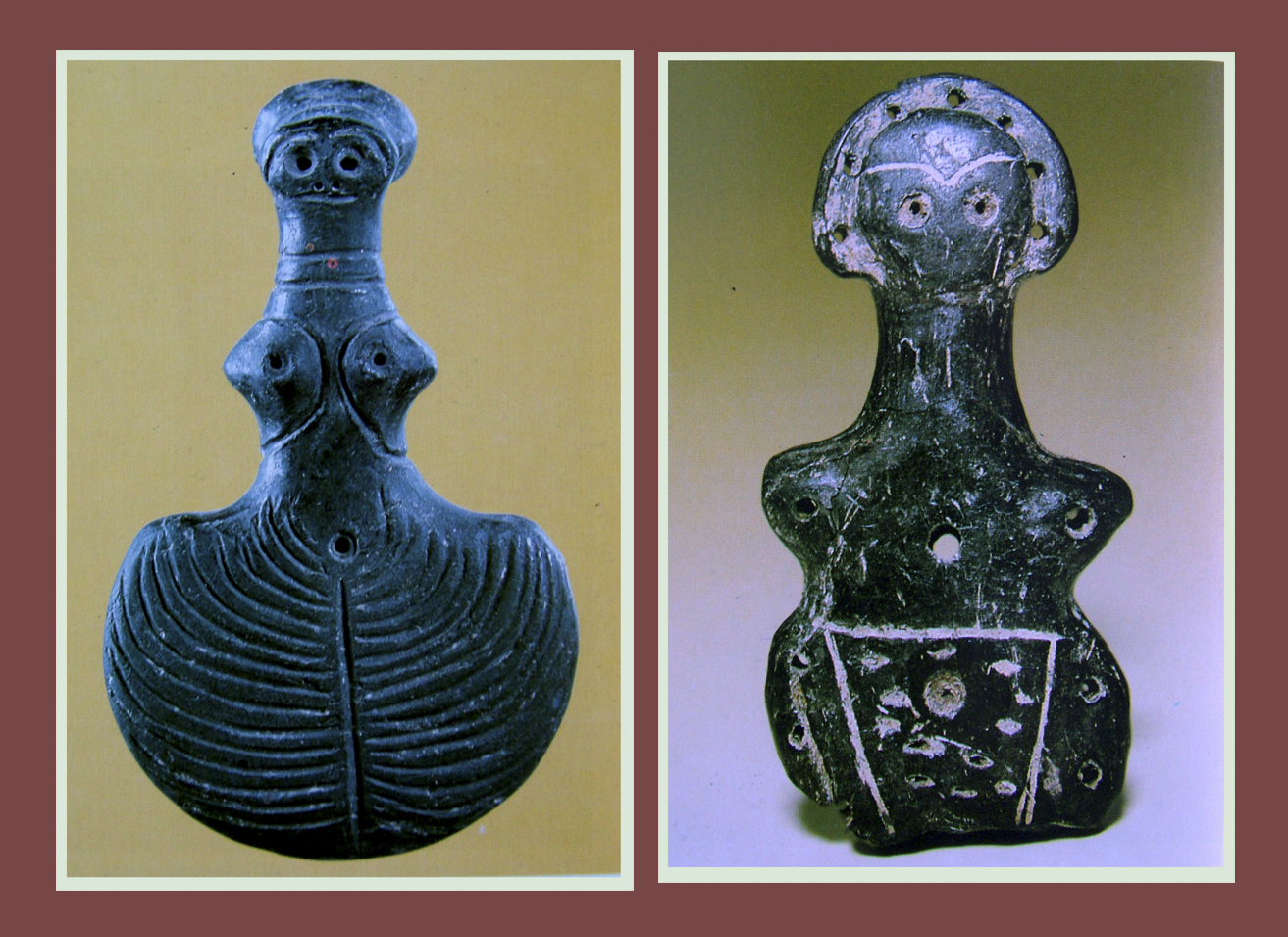
Idole en céramique d'Alaca Höyük.

Au début de l'âge du bronze, le tumulus était le centre d'une culture florissante liée au réseau commercial anatolien. Il a été occupé sans interruption depuis, jusqu'à l'implantation moderne d'un petit village.
Quatorze tombes royales à puits (2850-2450 av. J.-C.) datent de la même période que les tombes royales d'Ur et le niveau II des fouilles de Troie. Ces tombes, de conception typique, d'environ 1,5 m de profondeur, étaient scellées par des poutres de bois. Les corps des défunts, jambes repliées, étaient tournés vers l'ouest, avec des têtes de taureaux placées sur des plate-formes. Les morts étaient richement parés de fibules en or, de diadèmes, de boucles de ceinture et de figurines en feuille d'or repoussée. Sept figurines en métal ont été découvertes dans les tombes, dont quatre en bronze et trois en argent.
Tombe H (8 × 3,4 m), féminine.
Son contenu comprenait un diadème en or, deux têtes de massue en cuivre, un étendard solaire en bronze, une statuette d'animal, de petits ornements en or et en argent, des vases en or et en argile, des objets en métal, deux haches, cinq paires d'idoles jumelles en or et trois figurines féminines.
Tombes A (5 × 2,3 m), femme adulte.
Outre un diadème en or, le contenu comprenait quatre étendards solaires, une statuette animale, plusieurs ornements en métal, des fragments d'un objet en fer et deux figurines anthropomorphes en métal.

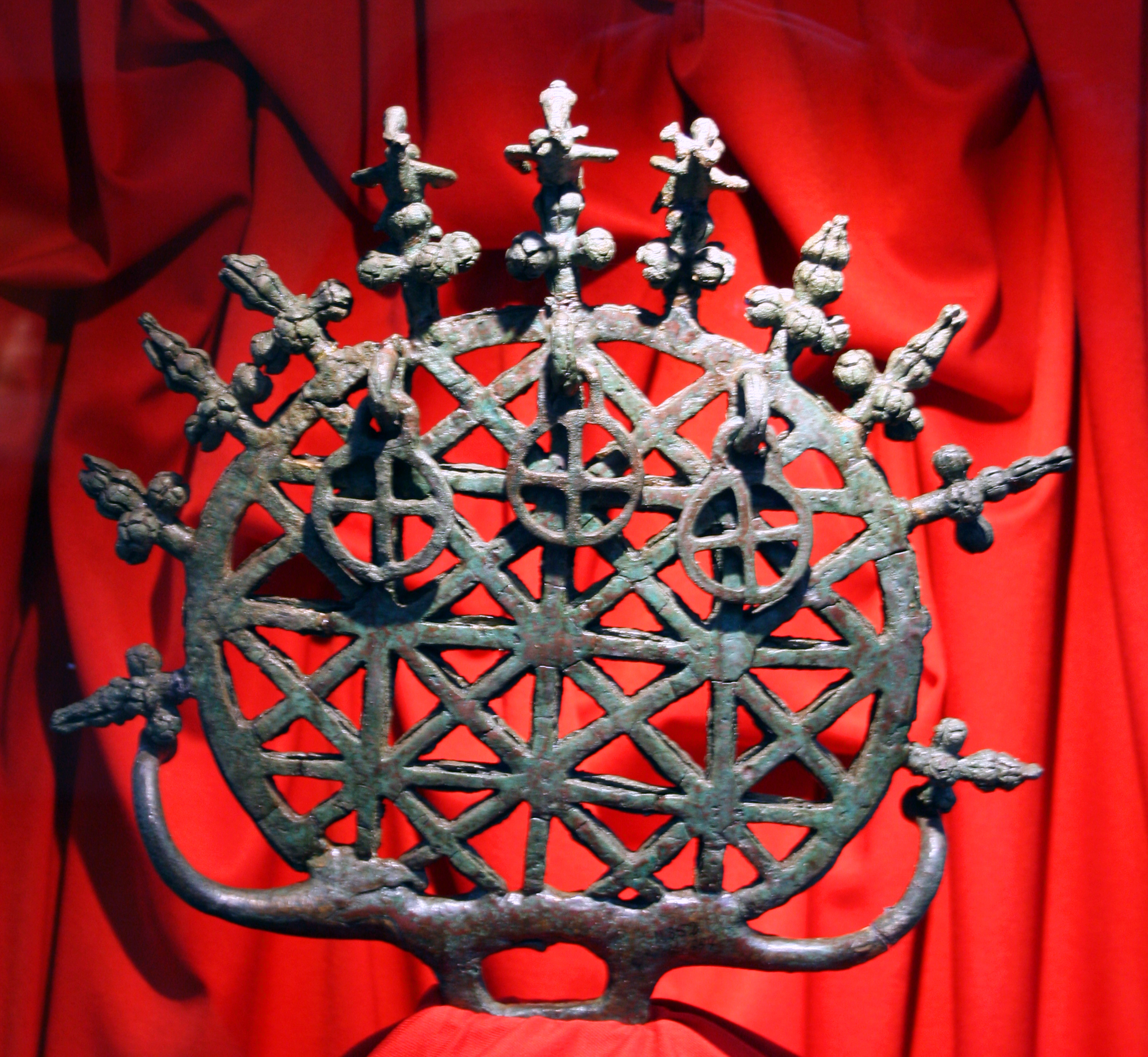
Étendard en bronze : disque solaire. Début de l'âge du bronze.

De nombreux objets découverts à Alacahöyük, dont de magnifiques objets en or et en bronze découverts dans les tombes royales, sont aujourd'hui conservés au musée des civilisations anatoliennes d'Ankara. Parmi ces objets figurent des coupes en or et en  électrum, ainsi que d'autres récipients. Les plus insolites sont les étendards en bronze d'Alaca Höyük ; des taureaux ou des cerfs sur des piédestaux dont la fonction reste sujette à débat. Ces étendards sont coulés en cuivre, souvent en forme de cercles plats, de demi-cercles ou de carrés, ornés d'un réseau ajouré de traverses, de croix centrales et de croix gammées. Leonard Woolley constate que les tombes royales « semblent appartenir à la fin d'une période marquée par une strate de destruction et d'incendie de la citadelle. La culture illustrée par les objets funéraires ne se poursuit pas dans la phase historique suivante, celle de Kültepe ».
Dague en or et en fer

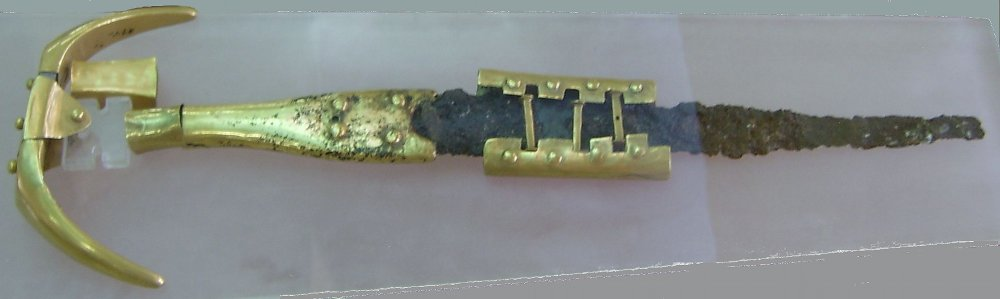
Dague à lame de fer et poignée en or provenant d'Alaca Höyük : premières traces de l'utilisation du fer en Anatolie, 2500-2400 av. J.-C.

Un poignard à manche en or d'Alacahöyük fait désormais partie des collections du musée des civilisations anatoliennes d'Ankara. Il a été exhumé de la tombe K (découverte n° Al.K.14) et pourrait être daté de 2500 av. J.-C. Des chercheurs japonais ont publié un rapport préliminaire sur la composition du poignard en 2008, concluant qu'il était probablement fait de fer météoritique,.

### Bronze tardif: période hittite, couches 4-2
Les vestiges remarquables et remarquables d'Alaca Höyük, comme la « Porte du Sphinx », datent cependant de la période hittite qui a suivi le Hatti, du XIVe siècle avant J.-C.
Deux textes cunéiformes hittites (A1.d164) mentionnent la ville d'Arinna et la déesse du soleil. Une lettre déclare : « Zuwa dit : Arinna, que nous avons héritée de nos grands-pères, possède un disque solaire doré qui représente la déesse du soleil. » La lettre a peut-être été envoyée depuis ou vers ce lieu, ce qui semble indiquer que cette cité ou un autre site voisin pourrait être identifié à la ville d'Arinna.

Porte des Sphinx
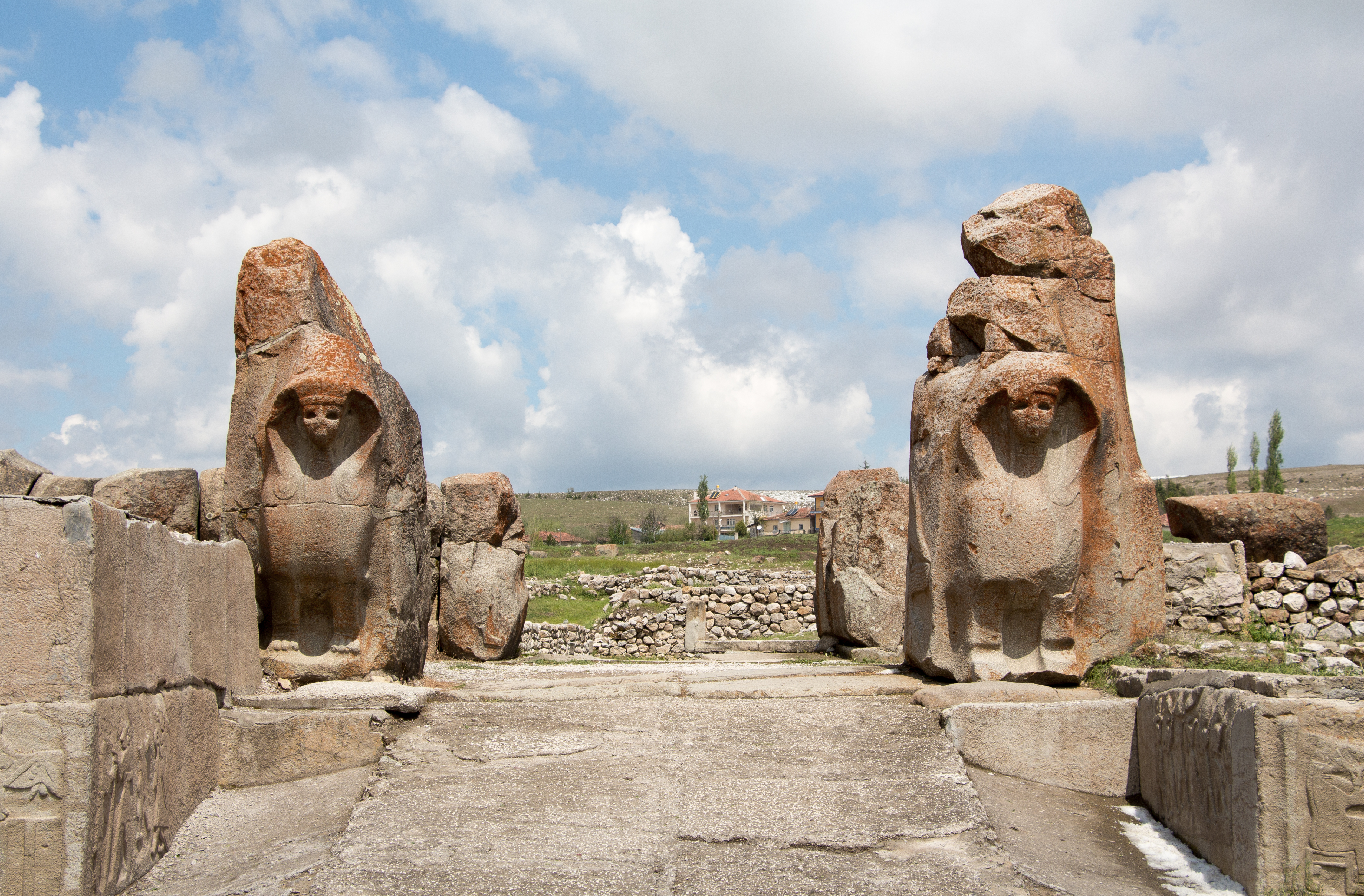
La porte des Sphinx, de face.
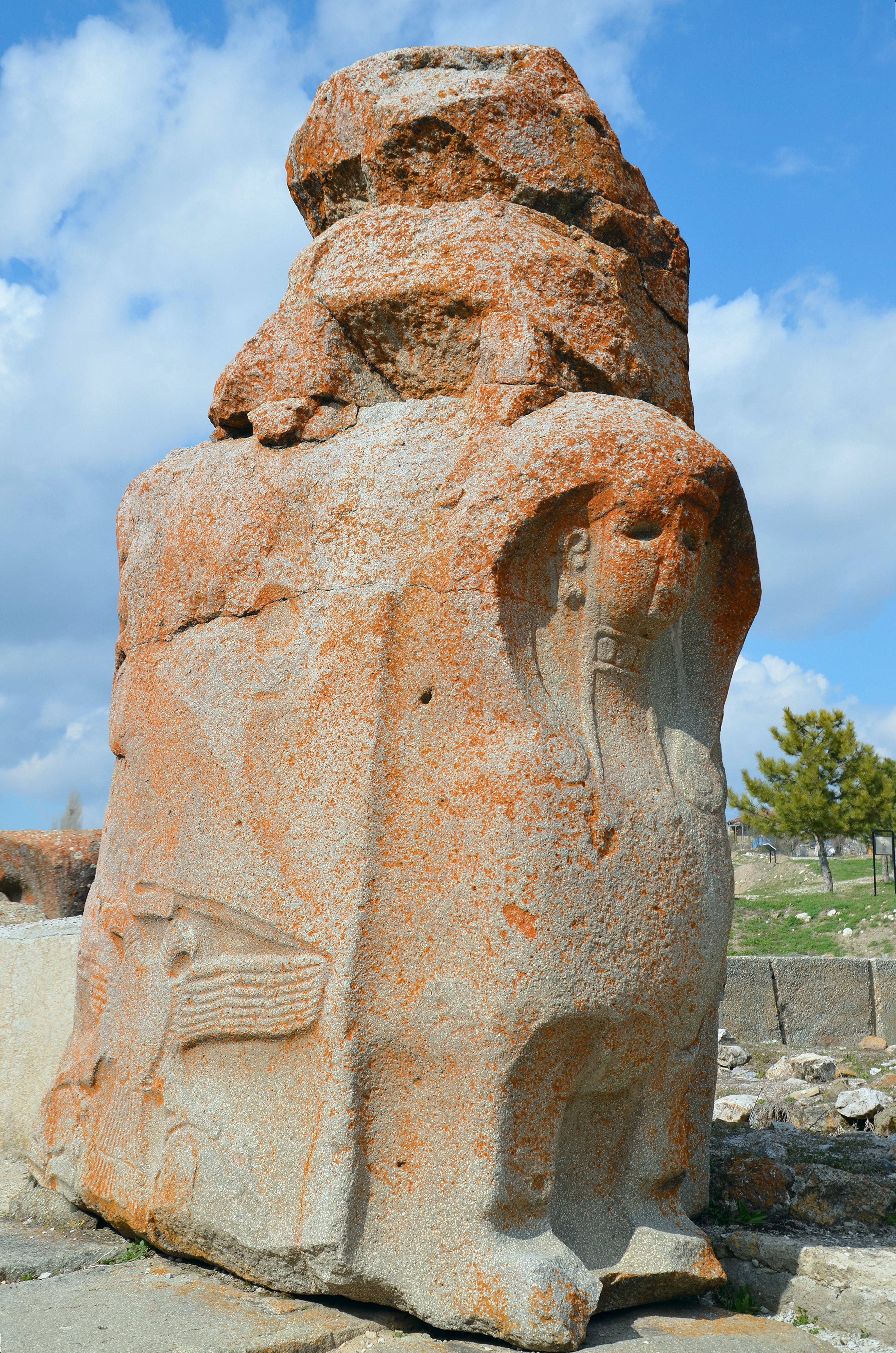
Détail de la porte des Sphinx.
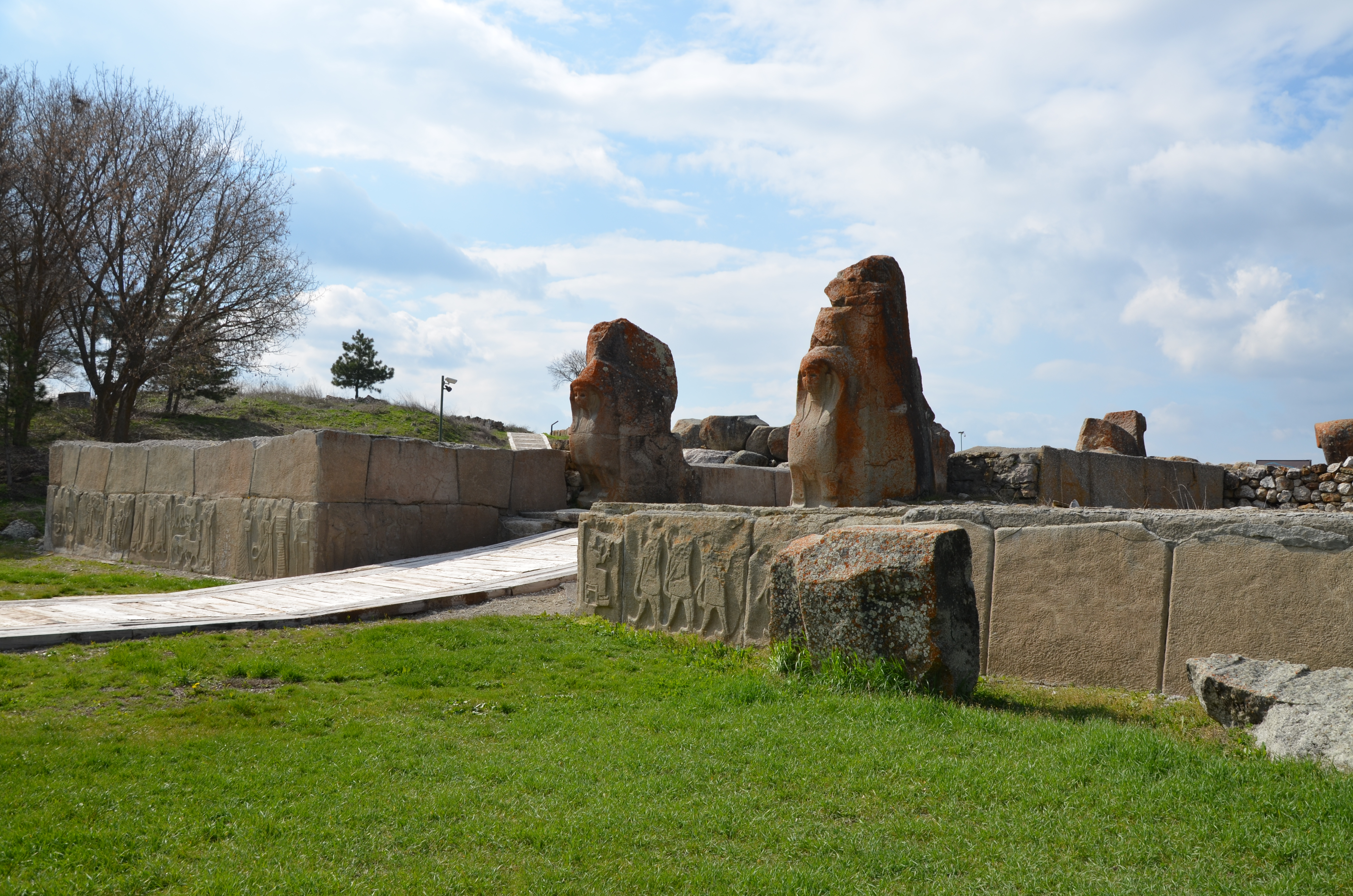
Porte des Sphinx et moulages des orthostates.

Tudhaliya IV

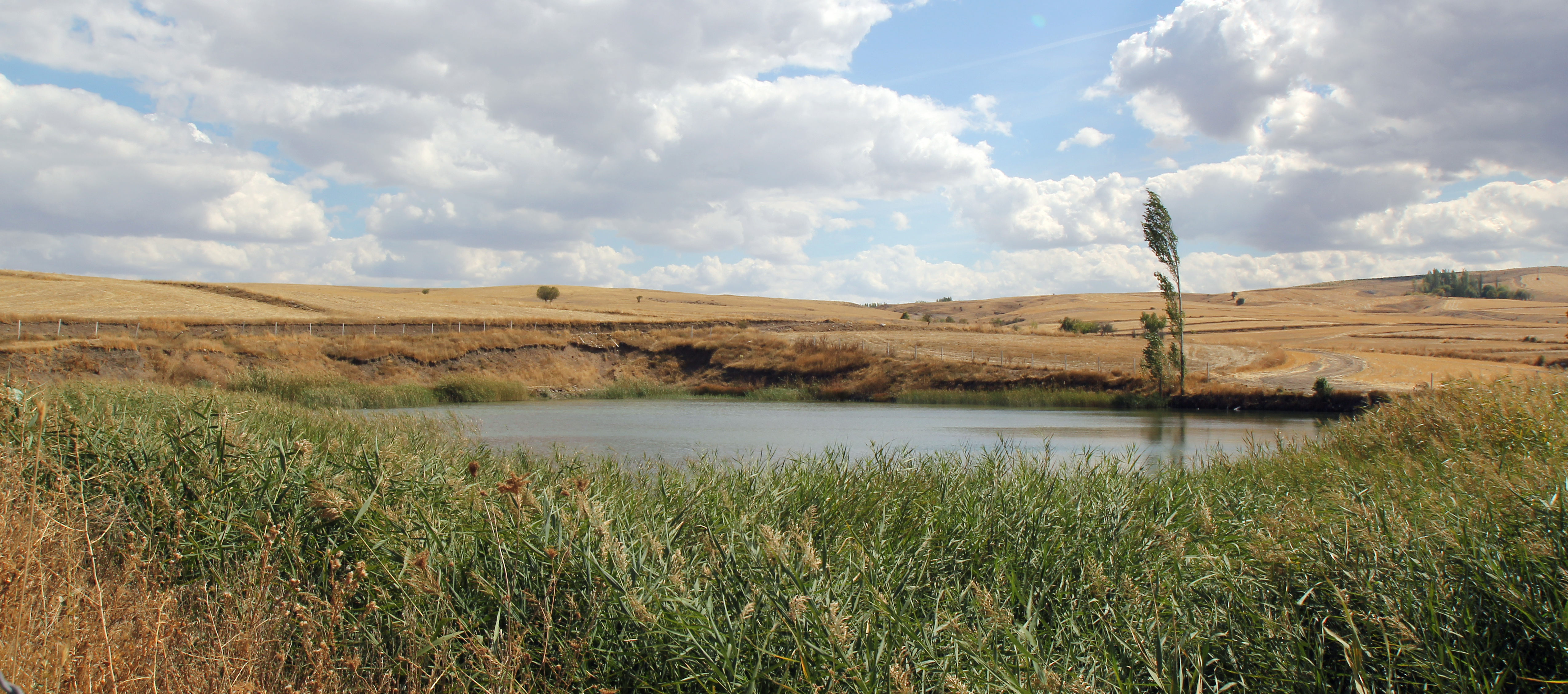
Lac du barrage hittite de Gölpınar, remis en eau (2013).

Sous le règne du roi Tudhaliya IV (vers 1245-1215 av. J.-C.), la sécheresse ravagea le pays, entraînant la construction d'une série de barrages dans tout l'empire hittite. Le roi importa également des céréales d'Égypte pour éviter la famine. Le barrage de Gölpınar, situé à 1,5 kilomètre au sud d'Alaca Höyük, était dédié à la déesse Hebat. Il a été fouillé depuis 2002, et même remis en service en 2006, la source d'eau étant située à l'intérieur du réservoir. À la fin du XIIIe siècle av. J.-C., des conditions climatiques plus sèches finirent par entraîner l'effondrement de l'âge du bronze.

### Âge du fer
Une évaluation moderne révèle que le site a continué d'abriter une communauté florissante jusqu'à la fin de l'âge du bronze final. Il y a également eu une occupation importante à l'époque phrygienne.

## Vestiges et artefacts

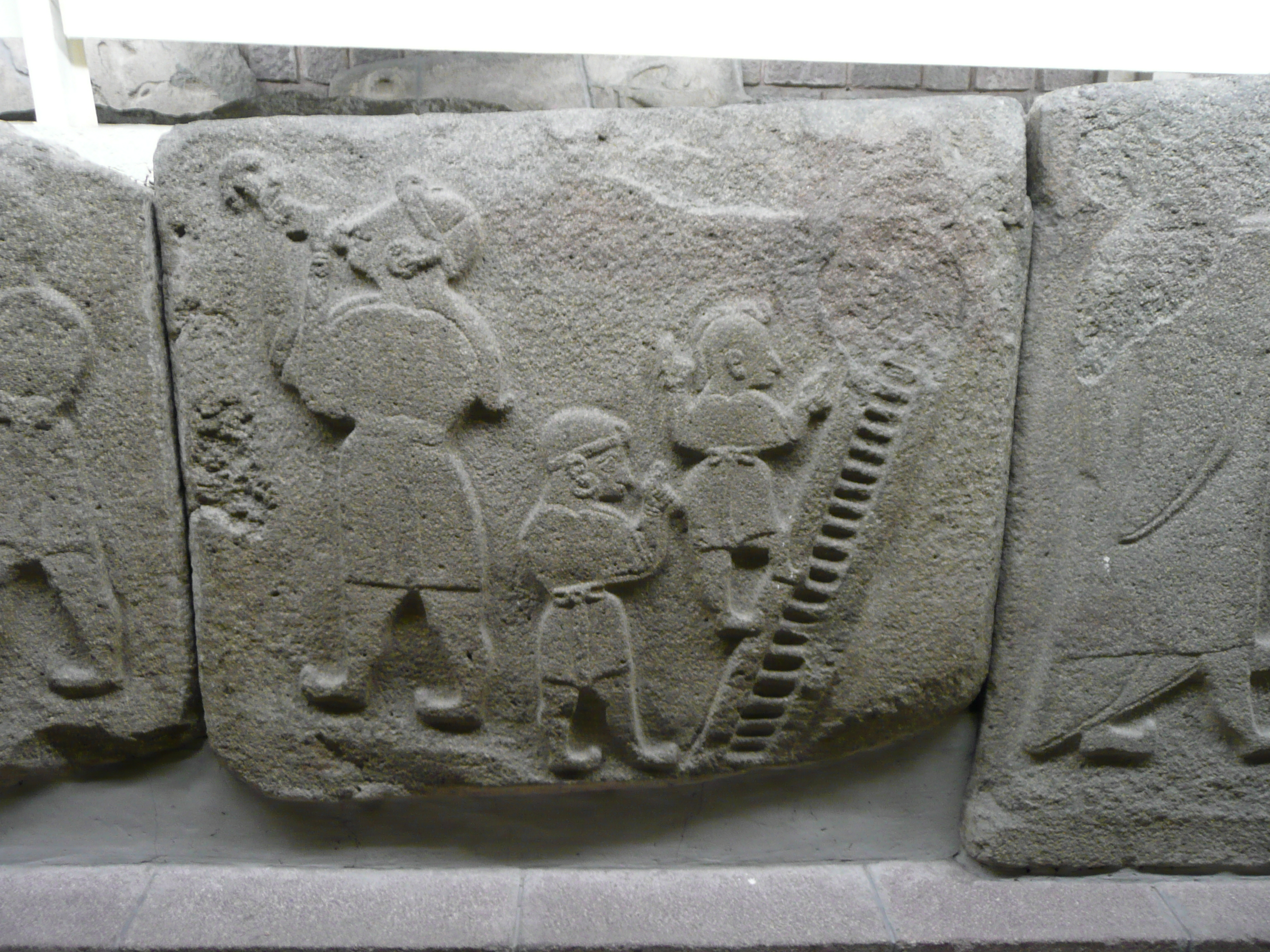
Orthostates de la porte des Sphinx : relief avec jongleurs et acrobates. Musée des civilisations anatoliennes, Ankara.

Hormis des tombes du IIIe millénaire av. J.-C., les vestiges les plus importants sont les ruines d’une ville hittite du IIe millénaire av. J.-C. dont la porte des Sphinx marquait l'entrée. L'ancien nom de la cité n'a pas été retrouvé : il a été proposé de l'identifier comme Arinna, ou Zippalanda, villes religieuses importantes de l'Empire hittite. En effet, les orthostates retrouvés sur place représentent des scènes décrivant le déroulement d'un rituel religieux : à gauche, le roi et la reine adorant un taureau entouré de prêtres, de jongleurs et d’animaux sacrificiels et à droite, peut être la déesse-soleil d'Arinna et des adorateurs (les orthostates sont des moulages, les originaux sont au musée des civilisations anatoliennes d’Ankara). À côté de la muraille orientale se trouve la base d’un grand bâtiment de 20 × 80 m interprété comme étant un temple plutôt qu’un palais (suivant les enseignements des fouilles d’Hattusa).

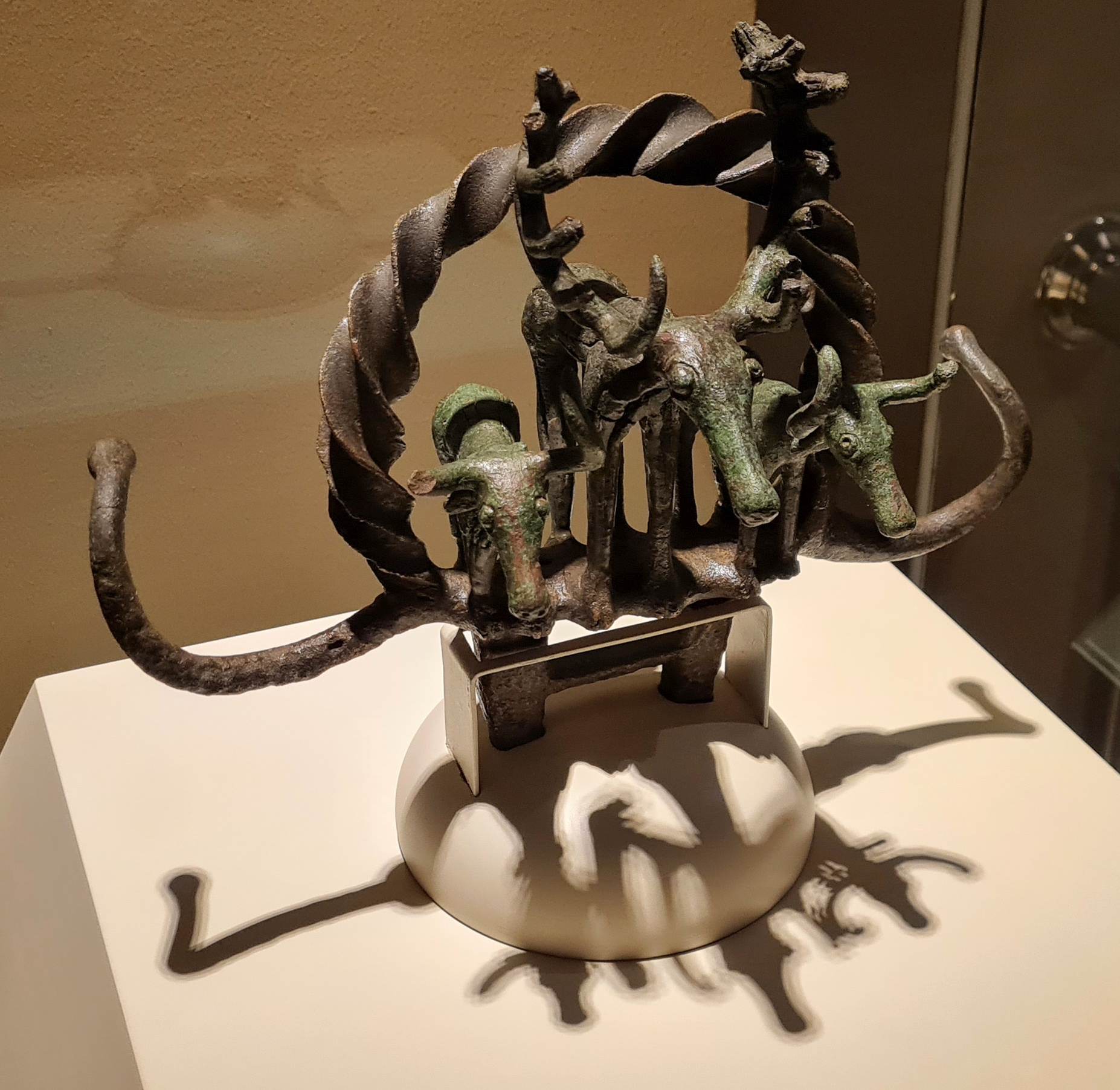
Étendard animalier provenant d'Alacahöyük.

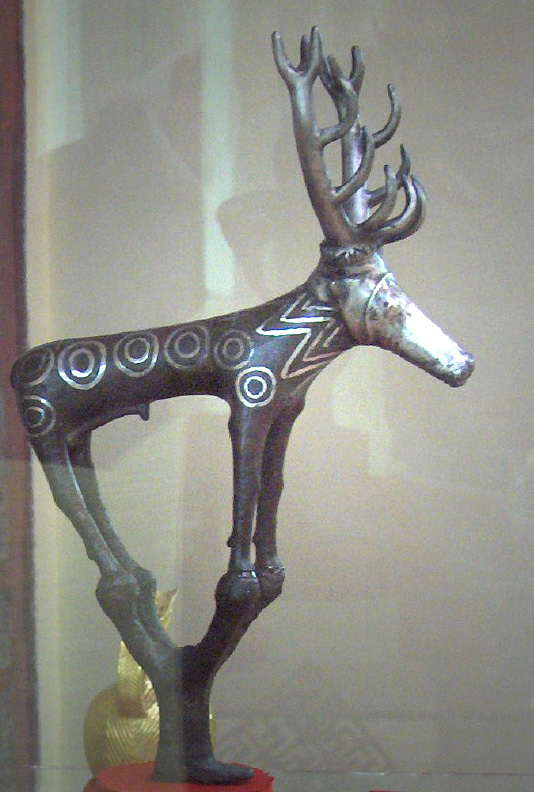
Statuette de cerf, symbole d'un dieu mâle hittite. Étendard religieux en bronze avec incrustations d'argent. Hauteur : 52,5 cm. Trouvé dans les tombeaux royaux d'Alacahöyük, 2100-2000 av. J.-C. Art hittite. Musée des civilisations anatoliennes, Ankara.

Parmi les artefacts découverts principalement dans des tombes des cultures précédent la période hittite (peut-être celle des Hattis), idoles, amulettes, bijoux, diadèmes, bracelets, colliers, boucles de ceintures, en or, en électrum, en cuivre ou en bronze, ce sont ce que les spécialistes appellent des symboles rituels datant de la deuxième moitié du IIIe millénaire av. J.-C. qui sont les plus remarqués.
Ces objets aux formes animalières (cerf, taureau, etc.) ou totalement abstraites (cercles, rayons, svastikas, etc.) font preuve d’originalité et de maîtrise technique. Ces objets, aussi appelés  « étendards animaliers » pour les premiers et « disques solaires » pour les seconds, sont interprétés de deux façons. Pour les uns, ces objets seraient « cultuels », représentant les premières divinités de la civilisation Hatti, et le disque solaire serait une représentation de la déesse du soleil. Pour les autres, ces objets, trouvés sous les crânes de bœufs déposés sur les tombes, seraient des ornements de chars, rappelant ainsi la culture des tombes à char. De la vaisselle en or et des armes en bronze et or des mêmes périodes ont été mis au jour.
La richesse des tombes et la situation stratégique du site semblent indiquer que les tombes Hatti sont des tombes « princières » ou du moins aristocratiques.
Les vestiges de la ville hittite étant recouvertes d’une couche de destruction, les objets de cette période, hormis des poteries souvent sous forme de tessons, sont plus rares sur le site.
Les objets découverts sur le site sont présentés au musée des civilisations anatoliennes d’Ankara et au musée aménagé sur le site même. Quelques moulages sont exposés au Louvre.
Fin été 2016, un tunnel de 2 300 ans, datant de l'époque des Hittites en Anatolie, probablement d'« usage sacré », a été découvert par une équipe d'archéologues dirigée par Aykut Çınaroğlu, professeur à l'Université d'Ankara.